# Saint-Pierre-de-Manneville
Saint-Pierre-de-Manneville là một xã thuộc tỉnh Seine-Maritime trong vùng Normandie miền bắc nước Pháp.

### Huy hiệu
| Arms of Saint-Pierre-de-Manneville | The arms of Saint-Pierre-de-Manneville are blazoned: Or, a bend wavy azure between a bunch of grapes gules, slipped and leaved vert, and a fir tree eradicated vert, and on a chief gules, 3 angennes argent. |

## Dân số
| 1962                                              | 1968 | 1975 | 1982 | 1990 | 1999 | 2006 |
| ------------------------------------------------- | ---- | ---- | ---- | ---- | ---- | ---- |
| 432                                               | 442  | 501  | 571  | 728  | 774  | 745  |
| Starting from 1962: Population without duplicates |      |      |      |      |      |      |